# Tim Rönning
Anton Tim Gösta Rönning, född 15 februari 1999, är en svensk fotbollsmålvakt som spelar för Halmstads BK i Allsvenskan.

## Karriär

### Tidiga år
Rönnings moderklubb är Kilafors IF. Han spelade en match i Division 6 2013 och en match i Division 6 2014.
I augusti 2014 gick Rönning till Hudiksvalls FF. Han spelade inte några seriematcher för Hudiksvall men spelade samtidigt för Forsa IF, där det blev fem matcher i Division 4 2014 och sju matcher i Division 4 2015.

### IF Elfsborg
Sommaren 2015 gick Rönning till IF Elfsborg. I juli 2018 flyttades Rönning upp i A-laget, där han skrev på ett 3,5-årskontrakt. Den 16 september 2019 gjorde Rönning allsvensk debut i en 2–2-match mot AFC Eskilstuna.

### Halmstads BK
I januari 2024 värvades Rönning av Halmstads BK, där han skrev på ett fyraårskontrakt.